# Boris Mirkine-Guetzévitch
Boris Mirkine-Guetzévitch, né à Kiev (Ukraine) le 1er janvier 1892, mort à Paris (France) le 1er avril 1955 , est un juriste et un professeur de droit russe. Il fut doyen de la Faculté de droit et des sciences politiques de l'École libre des hautes études de New York et professeur à l'Institut des hautes études internationales de l'Université de Paris.

## Biographie

### Période russe
Boris Mirkine-Guetzévitch est né à Kiev le 1er janvier 1892, de Serge Mirkine-Guetzévitch et de Thérèse Frenkel. Étudiant à Petrograd, il participe au mouvement universitaire qui réclamait l'institution en Russie d'un régime libéral. En 1916, la publication d'un article qui avait déplu au pouvoir lui vaut d'être condamné à la déportation en Sibérie ; une sanction qui sera finalement levée. Exempté du service militaire à sa majorité, et reconnu inapte, il s'engage néanmoins comme volontaire auprès de la Croix-rouge russe. Il devient agrégé de droit international à la Faculté de Petrograd en 1917 où il commence son premier enseignement sur « l'histoire des traités internationaux de la Russie au XIXe et XXe siècles ».
Le régime tsariste de Nicolas II vient de s'écrouler. Pour Mirkine-Guetzévitch, l'occasion est venue d'instaurer en Russie un régime démocratique de type occidental. Il y croit lorsque cette première Révolution russe entraîne la formation d'un « Gouvernement provisoire républicain » – en mars 1917 — qui annonce la réunion d'une assemblée constituante élue au suffrage universel, qui se prononce en faveur du droit de vote des femmes, de l'amnistie pour tous les prisonniers politiques, de l'indépendance de l'Église orthodoxe etc. Il semble que Mirkine ait alors sympathisé avec les sociaux-démocrates, les mencheviks, de la nuance Kerensky. Mais lorsque les bolcheviks l'emportent en octobre 1917, Mirkine comprend qu'avec l'exercice monopolistique du pouvoir qui s'installe, le régime des libertés est perdu.
Il ne se rallie pas au nouveau régime et se réfugie en 1919 à Odessa où il est le rédacteur en chef d'un journal qui combat le communisme (il écrit sous le nom de « Mirski »).

### Période d'exil

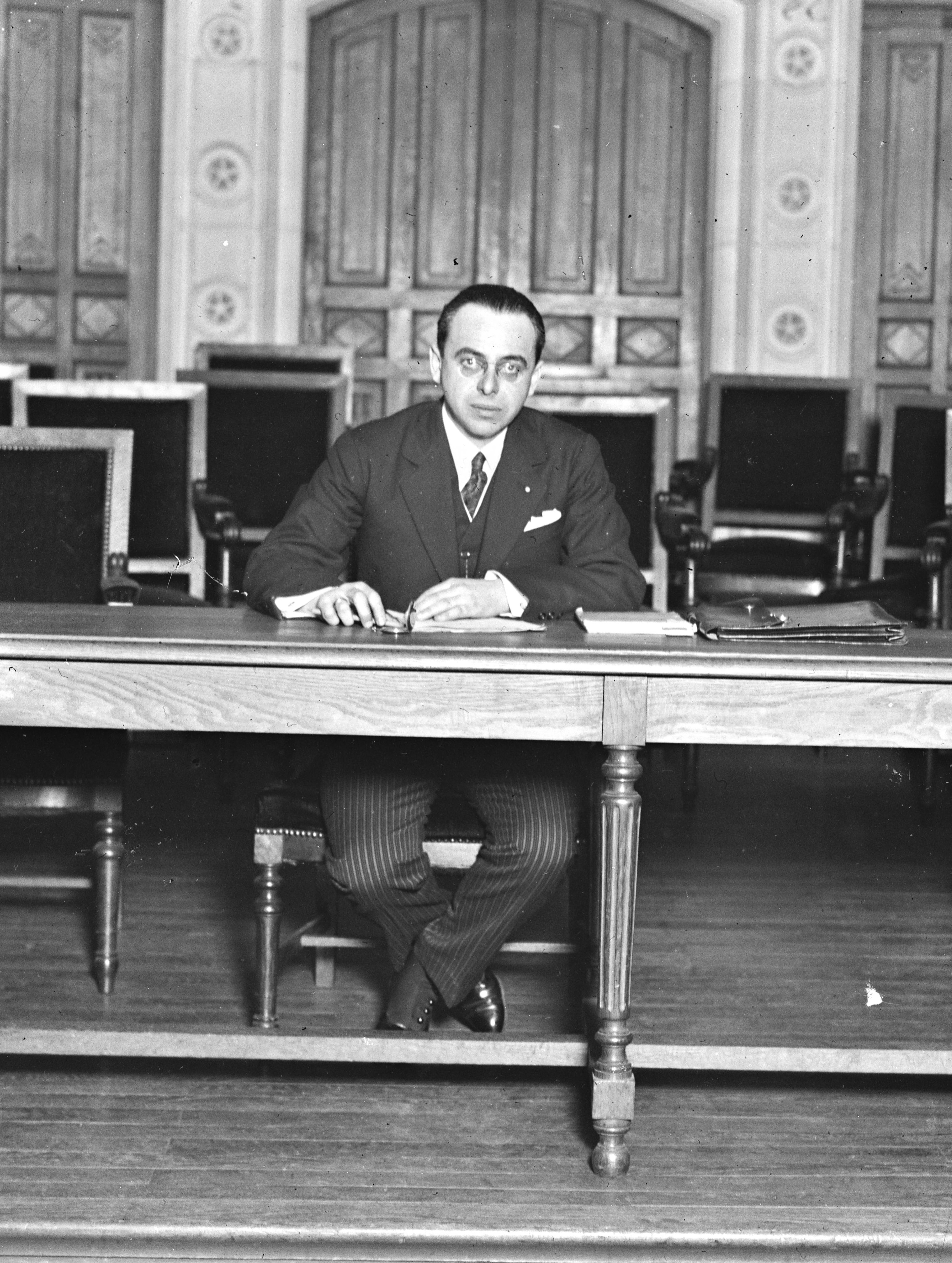
Cours du professeur Boris Mirkine-Guetzévitch, à Paris, le 26 janvier 1926 à la faculté de droit.

Condamné à mort par les bolcheviks, il quitte Odessa en 1920 pour la France… « emportant avec lui toute sa fortune dans deux valises, dont l'une au moins était remplie de livres et de manuscrits ». Il se fixe à Paris au mois de mars 1920 et entreprend d'y rebâtir son foyer. Il devient professeur à l’Institut des hautes études internationales et secrétaire général de l’Institut de droit comparé, à la faculté de Paris. Mais il n'était pas un déraciné, diront ses proches, tant la France était devenue pour lui, depuis sa formation intellectuelle, sa véritable ou plutôt sa seule patrie. D'après René Cassin, il avait fait sienne la formule de Sully Prudhomme : « Plus je me sens français, plus je me sens humain ». Outre sa profession de juriste, Boris Mirkine-Guetzévitch est un défenseur de la cause juive : il utilise cependant un pseudonyme (Boris Mirsky) pour toutes les publications dans lesquelles il exprime son engagement, notamment La Tribune juive, ou Les Juifs et la Révolution russe (1921). Il donne des cours à l’Académie de droit international de La Haye, à l’Institut franco-russe de Paris, et publie des ouvrages sur les États d’Europe centrale et orientale. D'après Nina Berberova, il était franc-maçon et a ainsi réactivé la loge Étoile du Nord dont il devient deuxième secrétaire (Manuel Margoulies, un autre éminent juriste juif d'origine russe, en est le Premier secrétaire).
Nommé Chevalier de la Légion d'Honneur par décret du 29 juillet 1932, il obtient la nationalité française en 1933.
Comme il n'a pas manqué de dénoncer les périls et les bassesses des doctrines nazies et qu'il était d'origine israélite russe, il figurait sur les listes noires de la Gestapo. Inéluctablement, sa présence sur le sol de la France occupée aurait signifié son immédiate déportation dans un camp de concentration. Boris Mirkine-Guetzévitch connaît donc un second exil en 1940. Descendu à Toulouse après la défaite militaire, il prépare son départ pour l'Amérique. Mais c'est en vrai Français qu'il s'y installe, et c'est pour la France qu'il y œuvre. On en veut pour preuve sa large contribution à la création de l'École libre des hautes études de New York. Ainsi, espérait-il « faire comprendre à nos alliés hésitants que le vrai visage de la France n'avait pas changé… ».
À partir de 1945, il partage son temps entre l'Amérique, où il vit de novembre à avril, et la France où chaque année il revient en mai. La guerre n'avait rien changé à son « extraordinaire dynamisme » témoigne Julien Laferrière ; il continua avec la même ferveur son activité scientifique jusqu'à sa mort, survenue le 1er avril 1955.
Boris Mirkine-Guetzévitch se marie en 1913 avec Eugénie Poliakoff, et leur fille Victoria nait le 27 juillet 1917 (9 août dans le calendrier grégorien). Victoria se mariera en France en 1939, avec le diplomate Stéphane Hessel, faisant de Boris Mirkine-Guetzévitch le beau-père de celui-ci.

## Publications
Les constitutions européennes; préface de Marcel Prélot, 1951, Paris, Bibliothèque de la science politique, Presses universitaires de France, 1951, 2 vol., 882 p. 
Les Idées politiques et sociales de la Résistance (Documents clandestins, 1940–1944) (Édité avec Henri Michel). Paris : Presses universitaires de France, 1954.